# Battaglia di Jarnac
La battaglia di Jarnac (13 marzo 1569), fu combattuta nel corso delle Guerre di religione francesi fra l'armata protestante al comando del principe di Condé e dell'ammiraglio di Francia conte di Coligny, e quella del re di Francia comandata dal fratello duca d'Angiò. Quest'ultimo riportò la vittoria, che per altro non fu militarmente decisiva.

## La Campagna militare
In ritirata al castello di Noyers, il principe di Condè dovette fuggire (insieme all'ammiraglio Coligny, che si trovava presso Tanlay) per scampare ad un attacco delle truppe realiste. Una terza guerra di religione si delineò alla pubblicazione, da parte del Condé, di un manifesto, avvenuta il 25 agosto 1568.
Il duca d'Angiò, fratello cadetto del re, fu nominato luogotenente generale del re con la missione di battere gli ugonotti.
Il 26 ottobre l'armata reale sorprese gli ugonotti di Provenza a Mensignac, mentre nel frattempo, ad est Volfango di Baviera,  duca di Deux-Pont, e Guglielmo d'Orange erano entrati in Francia con i loro mercenari, cosicché divenne necessario, per i realisti, sconfiggere il grosso delle forze del Condé e del Coligny.

## Svolgimento della battaglia

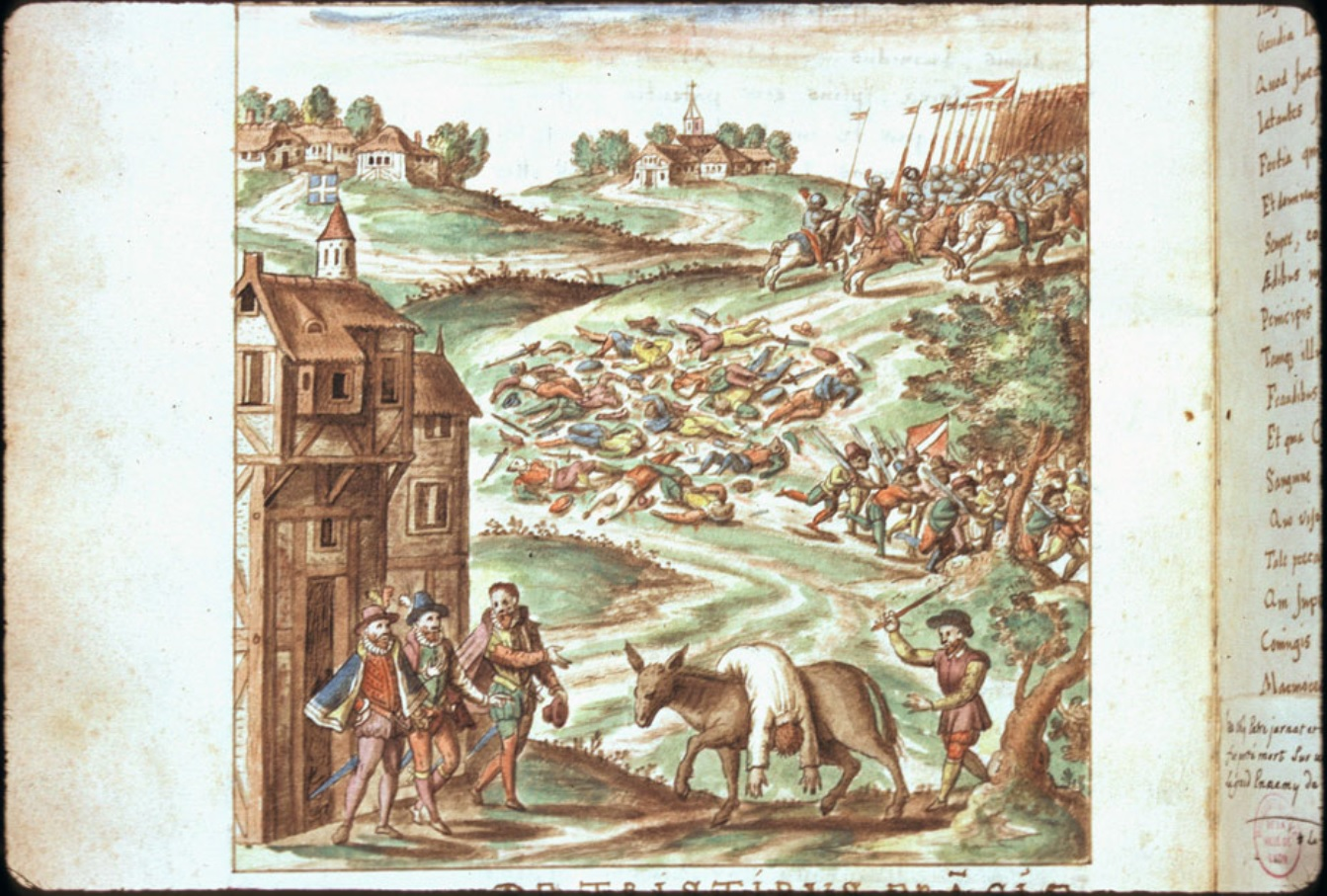
Miniatura della battaglia di Jarnac: In primo piano, il cadavere di Condé portato su un asino; sullo sfondo, la sconfitta dei protestanti (rappresentati, come eretici, come "scimmie del diavolo") al termine dello scontro.

Le schiere realiste, agli ordini del duca di Guisa giunsero a Jarnac, mentre l'avanguardia militare ugonotta giunse nel vicino borgo di Cognac (Charente). Scoperti, gli ugonotti occuparono Jarnac ed i realisti ripiegarono sulla riva sinistra della Charente.
Nella notte il duca d'Angiò fece riparare e raddoppiare il ponte di Châteauneuf e passò sulla riva destra del fiume con le sue truppe. Sorpreso, il Coligny faticò parecchio a raccogliere le sue truppe che si erano sparpagliate ed i realisti occuparono il villaggio di Bassac che tuttavia fu riconquistato dal fratello del Coligny, François de Coligny d'Andelot, che dovette però ripiegare su Triac di fronte ai mercenari del Rhingrave e ad un migliaio di archibugieri. L'ordine di ritiro del Coligny alla cavalleria del Condé non giunse a destinazione ed i trecento cavalieri ugonotti attaccarono ma furono circondati dalla fanteria realista e decimati. Il loro comandante, principe di Condé fu gravemente ferito ed arresosi fu ucciso da Montesquiou, capitano della guardia del duca d'Angiò.
La fanteria e l'artiglieria ugonotte, che non avevano partecipato alla battaglia, ripiegarono su Cognac.

## Seguito e conseguenze
La battaglia non ebbe conseguenze significative se non quelle derivanti dal decesso del Condé e dall'accresciuto ruolo, nel campo ugonotto, dell'Ammiraglio di Coligny.
Pur non avendo riportato a Jarnac una vittoria decisiva, i cattolici furono molto soddisfatti dell'evento. Le loro armate ricostituite avevano dato prova di sé direttamente sul campo di battaglia e non si erano più comportate così bene dall'assedio di Orléans del febbraio 1563.
Inoltre la vittoria consentì al duca d'Angiò, il futuro re di Francia Enrico III, di essere salutato in Francia e presso le corti europee come un eroe ed un grande capo militare.
La battaglia di Moncontour, nell'ottobre dello stesso anno, risulterà più decisiva.

## Ricordo

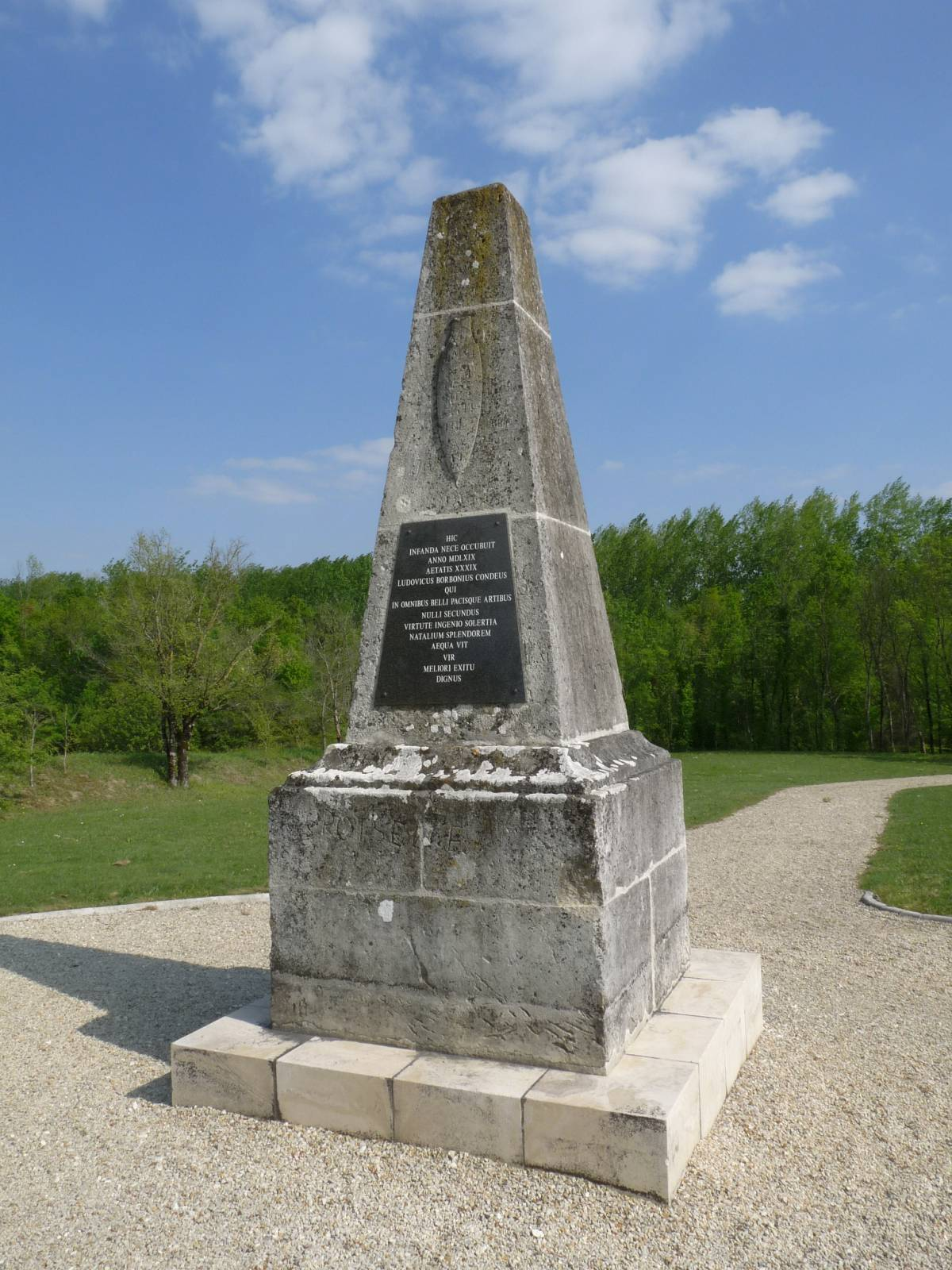
Piramide di Condé

Nel 1770, il conte di Jarnac, visitando il campo di battaglia dove era morto Condé, gli fece erigere una colonna monumentale, che sorreggeva una lastra di marmo su cui è inciso questo verso di Voltaire tratto dall'Enriade:
Questo monumento fu mutilato dai rivoluzionari del 1793. Successivamente il monumento fu reinnalzato. Viene nuovamente restaurato ed evidenziato come luogo della memoria agli inizi del 1900, con un'iscrizione in latino.